# Ángel Viñas
Ángel Viñas Martín (Madrid, 2 marzo 1941) è un economista, storico, diplomatico e funzionario spagnolo.

## Biografia
Angel Viñas ha iniziato i suoi studi all'università di Amburgo studiando lingua e letteratura tedesca, ma ben presto ha optato per l'economia politica. Ha poi frequentato la Freie Universität di Berlino e l'università di Glasgow. Si è laureato nel 1966 presso l'università Complutense di Madrid. Ha conseguito il premio nazionale per il miglior curriculum accademico. Dopo aver superato il concorso è entrato nella carriera diplomatica. Dopo un breve periodo trascorso nello staff dell'IMF, è stato assegnato all'ambasciata spagnola a Bonn nel 1971.
Su suggerimento del professor Enrique Fuentes Quintana, Viñas ha cominciato a interessarsi dei finanziamenti tedeschi durante la guerra civile spagnola. Quest'interesse lo ha portato a completare la sua tesi dottorale sulle origini dell'intervento di Hitler in Spagna per la quale ha ottenuto il primo premio nel 1973 e il "premio straordinario" nel 1974. Il lavoro sarà in seguito pubblicato con il titolo La Alemania nazi y el 18 de Julio (Alianza, 1974) e rappresenterà il primo sforzo di riflessione storiografica sulla Guerra civile che appare nella Spagna franchista non conforme alla metodologia, ai valori e ai principi cui si erano attenuti fino a quel momento ex militari, poliziotti, sacerdoti e accademici.
Viñas vince la cattedra di politica economica all'università di Valencia nel 1975 e subito dopo inizia nuove ricerche, questa volta riguardo al finanziamento delle forze repubblicane nella guerra civile. Il suo secondo libro, El oro español en la guerra civil (Instituto de Estudios Fiscales, 1976), fu ritirato dal commercio dal governo prima che fosse distribuito. Il libro fu distribuito quando il professor Fuentes Quintana assunse l'incarico di viceprimo ministro e ministro dell'Economia nel giugno 1977 dopo le prime elezioni democratiche dal 1936. Tra il 1977 e il 1982 Viñas passò all'università di Alcalà e alla Universidad Nacional de Educación a Distancia (UNED), pubblicando i libri El oro de Moscú (Grijalbo, 1979) e Los pactos secretos de Franco con Estados Unidos (Grijalbo, 1971) e dirigendo l'opera Politica comercial exterior en España, 1931-1975 (Banco Exterior de España, 1979).
Viñas è stato il primo studioso a ottenere l'accesso agli archivi ministeriali per il periodo franchista. Nel 1983 ha vinto la cattedra all'università Complutense di Madrid ed è stato nominato consigliere speciale del ministro spagnolo degli Affari esteri con la responsabilità per il dossier NATO e per la creazione di uno staff per la pianificazione. Dopo il referendum sulla NATO del 1986, Viñas si è dedicato a promuovere l'intensificazione dei rapporti tra la Comunità europea e l'America Latina. Nel 1987 è passato a dirigere la Direzione per i rapporti con l'America Latina e l'Asia della Commissione europea. Nel 1991 è diventato capo della delegazione della Commissione europea presso le Nazioni Unite. Al suo ritorno a Bruxelles nel 1997 ha assunto l'incarico di direttore per i rapporti politici multilaterali e per i diritti umani. Ha lasciato la Commissione nel 2001 per tornare all'università Complutense e, più tardi, al servizio diplomatico.
Ha servito come consigliere per l'economia e il commercio alla Rappresentanza permanente spagnola presso l'EU fino ad agosto 2007 quando è andato in pensione. Durante questo periodo ha pubblicato Franco, Hitler y el estallido de la guerra civil. Antecedentes y consecuencias (Alianza, 2001), En las garras del aguila. Los pactos con Estados Unidos, de Francisco Franco a Felipe González (Crítica, 2003) e Al servicio de Europa. Innovación y crisis en la Comision Europea (Editorial Complutense, 2005), un resoconto del suo lavoro alla Commissione che è anche il primo libro a fornire da un punto di vista interno all'istituzione, una storia della crisi della Commissione Santer. Viñas ha anche cominciato un ampio lavoro in tre parti sui vincoli esterni della repubblica spagnola in guerra, basato su un'accurata ricognizione di oltre venti archivi di sei paesi, compresi quelli dell'ex Unione Sovietica. I volumi sono La soledad de la Republica. El abandono de las democracias y el viraje hacia la Union Sovietica (Critica, 2006), El escudo de la Republica. El oro de España, la apuesta soviética y los hechos de mayo de 1937 (Crítica, 2007), El honor de la República (Critica, 2009).

## Archivio
Il Fondo Ángel Viñas, depositato dallo studioso presso gli Archivi storici dell'Unione europea a Firenze, contiene documentazione dal 1975 al 2004.